# Zhuge Jin
 (décembre 2024).
Si vous disposez d'ouvrages ou d'articles de référence ou si vous connaissez des sites web de qualité traitant du thème abordé ici, merci de compléter l'article en donnant les références utiles à sa vérifiabilité et en les liant à la section « Notes et références ».
Zhuge Jin (174-241) est un membre de la cour des Wu à partir de 200. Il sert comme Intendant des Finances auprès de Sun Quan. À la mort de celui-ci, de nombreuses réformes lui font perdre sa place et il retourne en province. Il surveille alors son fils, Zhuge Luo et veille à ce que personne ne tente de l'éliminer. La nervosité, engendrée par la peur de la mort du Tuteur Impérial, détériore sa santé.
Lorsque Zhuge Luo est démis de ses fonctions et rentre chez son père, ce dernier est heureux de l'accueillir et n'a de cesse que de tenter de lui faire oublier la cour.
Cependant, un beau jour, le ministre Zhu Shen vient voir Zhuge Luo et lui propose de rejoindre clandestinement Jian Ye. Zhuge Jin est contre cette idée et envoie une lettre officielle à l'Empereur, lui demandant d'ordonner à Zhuge Luo de ne pas retourner dans la capitale. La lettre est interceptée par Sun Jun, lequel prépare un groupe d'assassins, qui « accueillent » Zhuge Luo et le tuent. 
Sun Jun envoie la tête de l'ancien Tuteur Impérial à Zhuge Jin, accompagné de la lettre qu'il a rédigée. Zhuge Jin est tellement attristé par la mort de son fils, qu'il met fin à ses jours.
Il est également le grand frère de Zhuge Liang, ainsi que le frère de Zhugeshi.